# Vinícius de Oliveira
Pour les articles homonymes, voir Oliveira.
Vinícius de Oliveira, né le 18 juillet 1985 à Bonsucesso, au nord de Rio de Janeiro est un acteur brésilien révélé dans un des deux rôles principaux de Central do Brasil, celui du jeune Josué.
Repéré par Walter Salles parmi des cireurs de chaussures, il a obtenu immédiatement le succès.
Il vivait à Bonsucesso, avec sa mère Juçare, son frère aîné et deux jeunes sœurs. Après le succès et les prix (et l'inscription dans un collège privé), sa vie a radicalement changé.
Il participe depuis à des émissions de la télévision Futura et était en 2004 le personnage principal d'un spectacle sur le jeune Carlos Drummond de Andrade, Jovem Drummond.
En 2008, Walter Salles lui donne le rôle d'un des quatre frères de son film Une famille brésilienne, un jeune homme qui cherche à être engagé dans une équipe de football.

## Filmographie

### Cinéma
- 1998 : Central do Brasil de Walter Salles : Josué
- 2001 : Avril brisé (Abril despedaçado) de Walter Salles : un membre de la famille Ferreira
- 2008 : Une famille brésilienne (Linha de passe) de Walter Salles : Dario
- 2008 : Se nada mais der certo de José Eduardo Belmonte : l'assaillant
- 2011 : Assalto ao banco central de Marcos Paulo : Devanildo
- 2011 : A hora e a vez de Augusto Matraga de Vinicius Coimbra : Josias
- 2014 : Se Deus vier que venha armado de Luis Dantas : Damião
- 2015 : Fala sério ! d'Augusto Sevá : Jonas
- 2017 : Rodéo (Boi Neon) de Gabriel Mascaro : Junior
- 2020 : Dente por Dente de Pedro Arantes et Júlio Taubkin : Palhuca
- 2020 : Um dia qualquer de Pedro von Krüger : Maciel
- 2025 : Quase deserto de José Eduardo Belmonte : Luis
- 2025 : Milk Powder (Leite em po) de Carlos Segundo : Vicente

### Télévision
- 1999 : Suave Veneno (série télévisée) : Junior
- 2004 : Carga Pesada (série télévisée), un épisode Homem Não Chora : Meleca
- 2019 : Sintonia (série télévisée) : Éder